# The Tale of Sweeney Todd
The Tale of Sweeney Todd is een Iers-Amerikaanse misdaadfilm uit 1997 onder regie van John Schlesinger.

## Verhaal
Sweeney Todd is een barbier in het 19e-eeuwse Londen. Mevrouw Lovett, zijn geliefde, staat bekend om haar verrukkelijk gebak. Wanneer ineens een belangrijke diamanthandelaar spoorloos verdwijnt, krijgt inspecteur Ben Carlyle de opdracht om de zaak uit te pluizen. Langzamerhand komt hij achter het vreselijke geheim van Sweeney Todd en mevrouw Lovett.

## Rolverdeling
| Acteur                | Personage      |
| --------------------- | -------------- |
| Ben Kingsley          | Sweeney Todd   |
| Campbell Scott        | Ben Carlyle    |
| Joanna Lumley         | Mevrouw Lovett |
| Selina Boyack         | Alice          |
| David Wilmot          | Tom            |
| Sean Flanagan         | Charlie        |
| Katharine Schlesinger | Lucy           |
| John Kavanagh         | Rutledge       |
| Joe Savino            | Chambers       |
| Niall Buggy           | Predikant      |
| Peter Jeffrey         | Dr. Maxwell    |
| Peter Woodthorpe      | Mannheim       |